# 尼克拉斯·巴亞哥洛夫
尼克拉斯·巴亞哥洛夫（瑞典語：Nicklas Bärkroth；1992年1月19日—）是一位瑞典足球運動員。在場上的位置是前鋒。他現在效力於瑞典足球超級聯賽球隊佐加頓斯體育會足球隊。他也代表瑞典國家足球隊參賽。